# 청려로
청려로(Cheongnyeo-ro)는 경상북도 청도군 풍각면 버티재와 운문면 신원1교를 잇는 경상북도의 도로이다. 전 구간 국도 제20호선에 속한다.

## 역사
- 2009년 7월 10일 : 2개 이상 시·도에 걸쳐 있는 도로로 청려로를 고시[1]

## 주요 경유지
경상북도
- 청도군 (풍각면 - 각남면 - 화양읍 - 청도읍 - 매전면 - 금천면 - 운문면)

## 노선
전 구간 국도 제20호선에 속하므로 이에 대한 별도 표기는 생략한다.
| 이름                | 접속 노선                                                           | 소재지              | 소재지                       | 비고                         |
| 고암성산대로와 직결 | 고암성산대로와 직결                                                 | 고암성산대로와 직결 | 고암성산대로와 직결          | 고암성산대로와 직결          |
| ------------------- | ------------------------------------------------------------------- | ------------------- | ---------------------------- | ---------------------------- |
| 버티재 금곡교       |                                                                     | 청도군              | 풍각면                       | 국가지원지방도 제67호선 구간 |
| 금곡삼거리          | 금동길 원명길                                                       | 청도군              | 풍각면                       |                              |
| 풍각육교            | 봉기로 월봉길                                                       | 청도군              | 풍각면                       |                              |
| 승마1교 승마2교     |                                                                     | 청도군              | 풍각면                       |                              |
| 건온육교            | 송덕길                                                              | 청도군              | 풍각면                       |                              |
| 송서1교             |                                                                     | 청도군              | 풍각면                       |                              |
| 송서2교             |                                                                     | 청도군              | 풍각면                       |                              |
| 각남면              |                                                                     | 청도군              |                              |                              |
| 녹명2교 녹갈교      |                                                                     | 청도군              |                              |                              |
| 신당 교차로         | 국가지원지방도 제30호선 지방도 제902호선 (각남로) (한재로) (헐티로) | 청도군              |                              |                              |
| 신당교              |                                                                     | 청도군              |                              |                              |
| 예리 교차로         | 예리4길                                                             | 청도군              |                              |                              |
| 구곡교 화리교       |                                                                     | 청도군              |                              |                              |
| 각남 교차로         | 국가지원지방도 제30호선 (각남로) (이서로) 칠성길                    | 청도군              |                              |                              |
| (이름 없음)         | 각남로                                                              | 청도군              |                              |                              |
| 서상 교차로         | 도주관로 연지로                                                     | 청도군              | 화양읍                       |                              |
| 합천삼거리          | 화양로 북문길                                                       | 청도군              | 화양읍                       |                              |
| 합천교              | 합천길                                                              | 청도군              | 화양읍                       |                              |
| 화양삼거리          | 화양로                                                              | 청도군              | 화양읍                       |                              |
| 눌미사거리          | 동고길 동천3길                                                      | 청도군              | 화양읍                       |                              |
| 운동장앞사거리      |                                                                     | 청도군              | 화양읍                       |                              |
| 범곡사거리          | 청화로 범곡길                                                       | 청도군              | 화양읍                       |                              |
| 청도대교            |                                                                     | 청도군              | 화양읍                       |                              |
| 청도읍              |                                                                     | 청도군              |                              |                              |
| 모강 교차로         | 국도 제25호선 (새마을로)                                            | 청도군              |                              |                              |
| 원정교              |                                                                     | 청도군              |                              |                              |
| 원당 교차로         | 중앙로                                                              | 청도군              |                              |                              |
| 부야 교차로         | 팔치길                                                              | 청도군              |                              |                              |
| 곰티재터널          |                                                                     | 청도군              | 연장 1,030m                  |                              |
| 곰티재터널          | 매전면                                                              | 청도군              | 연장 1,030m                  |                              |
| 곰태 교차로         | 곰티로                                                              | 청도군              |                              |                              |
| 덕산교              | 덕산길 두곡길                                                       | 청도군              |                              |                              |
| 관하리              | 지방도 제925호선 (관방로)                                           | 청도군              |                              |                              |
| 관하교 하평교       |                                                                     | 청도군              |                              |                              |
| 매전삼거리          | 국도 제58호선 (청매로)                                              | 청도군              |                              |                              |
| 매전교삼거리        | 지방도 제919호선 (선암로)                                           | 청도군              |                              |                              |
| 담안교              |                                                                     | 청도군              |                              |                              |
| 동곡재              |                                                                     | 청도군              |                              |                              |
| 금천면              |                                                                     | 청도군              |                              |                              |
| 동곡2교             |                                                                     | 청도군              |                              |                              |
| 동곡네거리          | 국가지원지방도 제69호선 (금천로)                                    | 청도군              | 국가지원지방도 제69호선 구간 |                              |
| 금천네거리          | 지방도 제919호선 (선암로)                                           | 청도군              | 국가지원지방도 제69호선 구간 |                              |
| 동곡삼거리          | 지방도 제919호선 (금천로)                                           | 청도군              | 국가지원지방도 제69호선 구간 |                              |
| 대천삼거리          | 국가지원지방도 제69호선 (운문로)                                    | 청도군              | 국가지원지방도 제69호선 구간 | 운문면                       |
| 운문댐              |                                                                     | 청도군              |                              | 운문면                       |
| 운문댐삼거리        | 지방도 제919호선 (운용로)                                           | 청도군              | 지방도 제919호선 구간        | 운문면                       |
| 서지교 지촌1교      |                                                                     | 청도군              | 지방도 제919호선 구간        | 운문면                       |
| 지촌삼거리          | 지방도 제921호선 (운북로)                                           | 청도군              |                              | 운문면                       |
| 지촌2교 신원1교     |                                                                     | 청도군              |                              | 운문면                       |
| 단석로와 직결       |                                                                     |                     |                              |                              |

## 주요 건물 및 시설
- 청도군선거관리위원회 (경상북도 청도군 화양읍 청려로 1844)
- 청도국민체육센터 (경상북도 청도군 화양읍 청려로 1846)
- 청도공설운동장 (경상북도 청도군 화양읍 청려로 1848)
- 관하초등학교 (폐교, 경상북도 청도군 매전면 청려로 3017)
- 매전면보건지소 (경상북도 청도군 매전면 청려로 3679)
- 매전우체국 (경상북도 청도군 매전면 청려로 3689)
- 매전면사무소 (경상북도 청도군 매전면 청려로 3693)
- 매전파출소 (경상북도 청도군 매전면 청려로 3711)
- 매전농협 (경상북도 청도군 매전면 청려로 3723)
- 금천119안전센터 (경상북도 청도군 금천면 청려로 4363)
- 방지초등학교 (폐교, 경상북도 청도군 금천면 청려로 4649)
- 운문면사무소, 운문119지역대 (경상북도 청도군 운문면 청려로 4707)
- 대천공용여객자동차터미널 (경상북도 청도군 운문면 청려로 4721)
- 운문우체국 (경상북도 청도군 운문면 청려로 4725)
- 운문파출소 (경상북도 청도군 운문면 청려로 4731)